# Konsekutivno tolmačenje
Konsekutívno tolmáčenje je vrsta tolmačenja, pri kateri tolmač govorca tolmači šele, ko je ta prenehal govoriti. Govorec in tolmač torej govorita izmenično in ne istočasno, kot je to značilno za simultano tolmačenje. V nasprotju s simultanim tolmačenjem, tolmač pri konsekutivi ni v kabini, temveč običajno sedi oziroma stoji poleg govorca in si dela zapiske. 